# Bravo All Stars
Bravo All Stars war ein Benefizprojekt. Es handelte sich dabei um einen Zusammenschluss verschiedener internationaler Bands und Sänger. Sie brachten 1998 die Single Let the Music Heal Your Soul heraus, die sich in der Schweiz und in Deutschland in den Top 10 platzieren konnte. Initiiert wurde das Projekt von Alex Christensen.

## Hintergrund
Die Gruppe ist nach dem bekannten Jugendmagazin Bravo benannt und bestand aus den zumeist Boybands Touché, The Boyz, Caught in the Act, The Moffatts, Scooter, Backstreet Boys, Mr. President, *NSYNC, Sqeezer und R'N'G, sowie den Solokünstlern Aaron Carter, Blümchen und Gil.
Let the Music Heal Your Soul wurde am 18. Mai 1998 über Edel Records veröffentlicht. Alex Christensen schrieb den Text des Liedes, während Frank Peterson die Musik komponierte.
Der Gesamterlös der einmaligen Single ging an die deutsche Nordoff-Robbins-Stiftung (Hamburg), die seit etwa 1988 behinderten und autistischen Kindern mit einer speziellen Musiktherapie hilft. Christensen selbst ist einer der größten Förderer der Stiftung. Das Lied erreichte die Charts in mehreren Ländern und so konnten mehr als 1,5 Millionen Mark an die Stiftung überwiesen werden.

## Diskografie
- 1998: Let the Music Heal Your Soul (Single, Edel Records)

## Charts und Chartplatzierungen
| ChartsChartplatzierungen       | Höchstplatzierung | Wochen |
| ------------------------------ | ----------------- | ------ |
| Deutschland (GfK)              | 6 (12 Wo.)        | 12     |
| Österreich (Ö3)                | 22 (8 Wo.)        | 8      |
| Schweiz (IFPI)                 | 5 (14 Wo.)        | 14     |
| Vereinigtes Königreich (OCC)   | 36 (3 Wo.)        | 3      |
| Vereinigte Staaten (Billboard) | 60 (4 Wo.)        | 4      |

| ChartsJahrescharts (1998) | Platzierung |
| ------------------------- | ----------- |
| Deutschland (GfK)         | 73          |